# Peter Hagen-Wiest
Peter Hagen-Wiest (* 1977 als Peter Hagen in Bregenz) ist ein österreichischer Koch.

## Werdegang
Nach der Ausbildung im Hotel Messmer in Bregenz wechselte Hagen-Wiest zunächst innerhalb der Stadt ins Deuringschlössle. Seine späteren Stationen waren ab 1997 die Schwarzwaldstube bei Harald Wohlfahrt in Baiersbronn (drei Michelinsterne), die Vila Joya bei Dieter Koschina in Guia (zwei Michelinsterne) und das Cheval Blanc bei Peter Knogl in Basel (zwei Michelinsterne).
Seit Juli 2012 ist er Küchenchef im Restaurant Ammolite im Europa-Park in Rust, dass 2013 mit einem und 2014 mit zwei Michelinsternen ausgezeichnet wurde. Im Mai 2025 übernimmt er zusätzlich das Erlebnisrestaurant Eatrinalin in Rust.
Hagen-Wiest hat eine Tochter.

## Auszeichnungen
- 2013: Ein Michelinstern für das Restaurant Ammolite in Rust[3]
- 2014: Zwei Michelinsterne für das Restaurant Ammolite in Rust[6]
- 2023: Top 10 Vegetarische Spitzenküche von Gusto[7]

## Publikationen
- Beitrag: Schwarzwald Reloaded Vol. 1: Klassiker der besten Küche Deutschlands neu interpretiert. Tietge, 2018, ISBN 978-3981614862.
- Beitrag: Schwarzwald Reloaded Vol. 2: Klassiker der besten Küche Deutschlands neu interpretiert. Tietge, 2020, ISBN 978-3981614886.